# Sainte-Béatrix
Sainte-Béatrix (AFI: /sɛ̃tbeatris/ o /sɛ̃tbeatriks/), a veces escrito Sainte-Béatrice, es un municipio perteneciente a la provincia de Quebec en Canadá. Forma parte del municipio regional de condado (MRC) de Matawinie en la región administrativa de Lanaudière.

## Geografía
Sainte-Béatrix se encuentra al encuentro de la planicie de San Lorenzo y del macizo de Laurentides en la parte sur de Matawinie, 25 kilómetros al noroeste de Joliette. Limita al norte con Sainte-Émélie-de-l’Énergie, al noreste con Saint-Jean-de-Matha, al sureste con Sainte-Mélanie, al sur con Sainte-Marcelline-de-Kildare, al oeste con Saint-Alphonse-Rodriguez y al noroeste con Saint-Côme. Su territorio ocupa un rectángulo de una superficie total de 83,76 km², de los cuales 80,75 km² son tierra firme. El relieve es ondulado y punctuado por aproximativamente 50 estanques como los lagos Cloutier, Marie-Josée, Ayotte, Miron, Antoine, Priscault y Estelle. El río L’Assomption atraviesa el territorio del oeste al este.

## Urbanismo
Diversos poblaciones se encuentran en el territorio, cuyo el pueblo de Sainte-Béatrix, Lac-Cloutier-Nord, Val-Saint-Tropez, Domaine-Archambault y Domaine-Saint-Laurent. El pueblo se encuentra al cruce de la ruta Saint-Louis (carretera regional  QC 337 ), que va a Saint-Alphonse-Rodriguez al oeste y a Saint-Jean-de-Matha al este, y de la calle de l’Église o ruta de Sainte-Béatrix, que se dirige hacia Sainte-Mélanie al sur.

## Historia
En Nueva Francia, el señorío de Ailleboust fue concedido a Jean d'Ailleboust d'Argenteuil o a su hija Béatrice Panet en 1736, en la cual la parte norte al interior corresponde al actual Sainte-Béatrix. Colonos originarios de Saint-Paul de Joliette y de Sainte-Mélanie a la mitad del siglo XIX. La parroquia católica de Sainte-Béatrix, honrando santa Beatriz de Roma, fue fundada en 1861 por escisión de Sainte-Mélanie. La oficina de correos de mismo nombre abrió en 1863 y el municipio de parroquia de Sainte-Béatrix fue instituido en 1864. El municipio de parroquia cambió su estatuto para el de municipio en 1993.

## Política
Sainte-Béatrix es un municipio formando parte del MRC de Matawinie. El consejo municipal se compone del alcalde y de seis consejeros sin división territorial. El alcalde actual (2016) es Normand Laporte, el cual sucedió a Normand Montagne en 2013.
|            | 2005-2009                                                                            | 2009-2013                                                                              | 2013-2017                                                                                           |
| Alcalde    | Daniel Arbour                                                                        | Normand Montagne                                                                       | Normand Laporte                                                                                     |
| Consejeros | André Ayotte André Corbeil Gilles Laporte Denis Loyer Normand Montagne Normand Miron | André Corbeil Gilles Laporte Josée Laporte Denis Loyer Sylvain Marion Michel Rainville | Manon Beaulieu Robert Daly* Jean Grégoire Thérèse Joly** Roger Lasalle Denis Loyer Michel Rainville |

* Consejero al inicio del mandato pero no al fin.  ** Consejero al fin del mandato pero no al inicio. # En el partido del alcalde.
El territorio de Sainte-Béatrix está ubicado en la circunscripción electoral de Berthier a nivel provincial y de Montcalm  a nivel federal.

## Demografía
Según el censo de Canadá de 2011, Sainte-Béatrix contaba con 1849 habitantes. La densidad de población estaba de 22,0 hab./km². Entre 2006 y 2011 habría amado un aumento de 61 habitantes (3,4 %). En 2011, el número total de inmuebles particulares era de 1194, de los cuales 852 estaban ocupados por residentes habituales, otros siendo desocupados o residencias secundarias.
Evolución de la población total, 1991-2016

## Economía
El turismo y veraneo es una actividad económica local importante.

## Cultura
La telenova Les Belles histoires des pays d’en haut (1956-1970) fue actuada en Sainte-Béatrix. La biblioteca municipal contiene 8600 libros.